# Shannon Eastin
Shannon Eastin (* 1970 in Worcester, Massachusetts) ist die erste weibliche US-amerikanische Schiedsrichterin der National Football League (NFL). Sie wurde 2012 als Ersatzschiedsrichterin während des Referee-Lockouts angestellt. Ihr erstes Spiel fand am 9. August statt, einem Preseason-Spiel zwischen den Green Bay Packers und den San Diego Chargers. Ihr erstes Spiel der Regular Season war am 9. September 2012 zwischen den Detroit Lions und den St. Louis Rams. Zuvor leitete Eastin Spiele der Mid-Eastern Athletic Conference im College Football und Trainingsspiele der Arizona Cardinals.
Obwohl mehrere NFL-Spieler ihre Unterstützung für Eastin bekundeten, beklagten einige Autoren wie etwa Darin Gantt von Profootballtalk.com und Sam Farmer von der Los Angeles Times die Tatsache, dass sie die Geschlechterbarriere als Streikbrecherin überwand. Die Schiedsrichtervereinigung der NFL erklärte, dass Eastin nach dem Streik nicht bei Spielen amtieren werde, da ihre Teilnahme an der World Series of Poker gegen die Verhaltensregeln verstieß.
Eastin ist auch aktive Judokämpferin. Im Alter von elf Jahren war sie die jüngste Judokämpferin, welche im U.S Olympic Training Center trainieren durfte. Sie gewann sechs nationale Judomeisterschaften. Eastin ist Besitzerin des Unternehmens SE Sports Officiating, welches Schiedsrichter im American Football und Basketball ausbildet.